# Сяніцький повіт
Сяніцький повіт (нім. Bezirk Sanok; пол. Powiat sanocki) — історична адміністративно-територіальна одиниця у складі Королівства Галичини і Володимирії, ЗУНР та Польщі. Центром повіту було м. Сянік. Розташовувався на Лемківщині.

## Австро-Угорщина
Провісник пізнішого повіту Судовий повіт Сянік (адміністративно-судовий орган влади) був створений наприкінці 1850 р. Повітова судова виконавча влада підпорядковувалась утвореному того ж року апеляційному суду у Львові (за підпорядкованістю до якого повіти вважались належними до Східної Галичини на противагу апеляційному суду у Кракові як критерію належності до Західної Галичини).
Сам Сяніцький повіт як орган адміністративної влади після проголошення в 1854 р. був створений 29 вересня 1855 р. (паралельно до наявного судового повіту) у складі округу Сянік.
Після скасування окружних відомств наприкінці жовтня 1865 р. їх компетенція перейшла до повітових управлінь. За розпорядженням міністерства внутрішніх справ Австро-Угорщини 23 січня 1867 року під час адміністративної реформи місцевого самоврядування збільшені повіти, зокрема до попереднього Сяніцького повіту (з 48 самоврядних громад-гмін) приєднані повіт Риманів (з 29 гмін), повіт Буківсько (30 гмін) і з повіту Лісько 29 гмін. Однак у повіті існували три окремі судові округи (повіти) — Сянік, Риманів і Буківсько.
У 1879 р. площа повіту становила 1149,02 км², населення — 78 612 осіб (54 % греко-католиків, 38 % римо-католиків і 8 % юдеїв), повіт включав 136 поселень, об’єднаних у 129 кадастральних гмін.
Сяніцький повіт за переписом 1910 р. налічував 136 гмін (самоврядні громади) і 117 фільварків та займав площу 1261 км². В 1900 році населення становило 105 303 особи. За переписом 1910 р. населення становило 108 678 осіб, з них 54 664 греко-католиків, 42 727 римо-католиків, 11 249 юдеїв.
Українська більшість населення повіту початково стабільно обирала українців послами до Галицького сейму від повіту за IV курією (1861 р. — Яцко Лапичак, 1867 р. — Степан Жинчак, 1870 р. — Петро Коциловський), однак після 1877 року польська влада силовим пресингом протягувала поляків (за винятком виборів 1906 року, коли отримав мандат Володимир Курилович).

## Західноукраїнська Народна Республіка
Попри наявність значного гарнізону польського війська і нечисленність української громади в Сяніку все ж вдалося організувати українську міліцію. Ситуація погіршилась із прибуттям 13 листопада 1918 р. польських вояків-утікачів із Дрогобича. Повітовим комісаром ЗУНР був призначений учитель Гриць Судомир. Ініціативу в повіті щодо організації української влади взяв на себе парох у Вислоку Вижнім о. Пантелеймон Шпилька, далі обраний головою Повітової УНРади. Тут була утворена так звана «Команчанська Республіка», яка без жодної підтримки проіснувала 3 місяці — до захоплення польськими військами. Повіт входив до Львівської військової області ЗУНР.

## Друга Річ Посполита
Включений до складу новоутвореного Львівського воєводства у 1920 році.
1 січня 1927 р. гміни Буківсько Місто і Буківсько Село були об'єднані в нову гміну Буківсько.
Розпорядженням міністра внутрішніх справ 25 березня 1930 р. з сільської гміни Согорів Горішній Сяніцького повіту Львівського воєводства вилучено кадастральну гміну «Юрівці з Попелями» і з неї утворено самоврядну гміну Юрівці того ж повіту і воєводства.
1 квітня 1931 р. до міста Сянік приєднане сусіднє село Посада Вільхівська.
1 жовтня 1931 р. значна частина території села Волиця передана до Буківська.
1 серпня 1934 р. здійснено новий поділ на сільські ґміни внаслідок об'єднання дотогочасних (збережених від Австро-Угорщини) ґмін, які позначали громаду села. Новоутворені ґміни відповідали волості — об'єднували громади кількох сіл або (в дуже рідкісних випадках) обмежувались єдиним дуже великим селом.

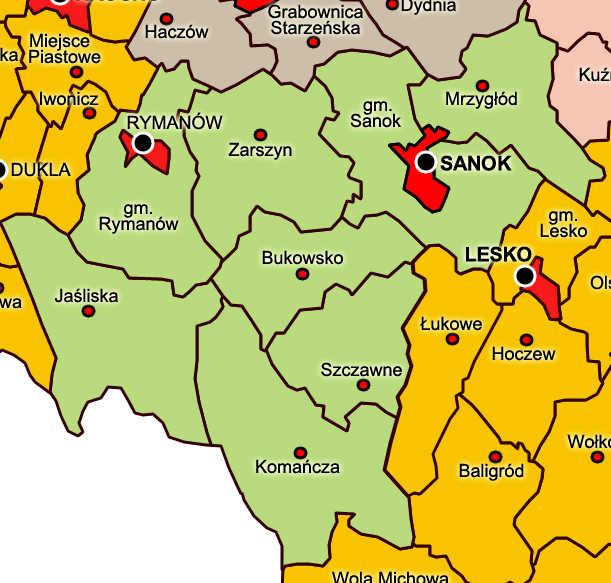
Сяніцький повіт

### Об’єднані сільські ґміни 1934-1939
- Ґміна Буківсько
- Ґміна Яслиська
- Ґміна Команча
- Ґміна Мриголод
- Ґміна Риманів
- Ґміна Сянік
- Ґміна Щавне
- Ґміна Заршин

### Міські ґміни
- Риманів
- Сянок

## Друга світова війна
У середині вересня 1939 року німці окупували територію повіту, однак вже 26 вересня 1939 року мусіли відступити, оскільки за пактом Ріббентропа-Молотова правобережжя Сяну належало до радянської зони впливу. 27.11.1939 постановою Верховної Ради УРСР правобережна частина Сяніцького повіту в ході утворення Дрогобицької області включена до Ліського повіту. 17 січня 1940 року територія включена в Ліськівський район Дрогобицької області. В червні 1941, з початком Радянсько-німецької війни, територія знову була окупована німцями. В липні 1944 року радянські війська оволоділи цією територією і почали примусову мобілізацію до Червоної армії. В березні 1945 року, в рамках підготовки до підписання Радянсько-польського договору про державний кордон територію зі складу Дрогобицької області передано Польщі.

## Національний склад населення
У 1907 році українці-грекокатолики становили 52% населення повіту.
У 1939 році в повіті проживало 113 090 мешканців (63 435 українців-грекокатоликів — 56,09%, 945 польськомовних українців-грекокатоликів — 0,84%, 1 140 українців-римокатоликів — 1,01%, 37 480 поляків — 33,14%, 55 польських колоністів міжвоєнного періоду — 0,05%, 9 455 євреїв — 8,36% і 80 німців та інших національностей — 0,07%).
Публіковані польським урядом цифри про національний склад повіту за результатами перепису 1931 року (з 114 195 населення ніби-то було аж 67 955 (59,51%) поляків при 38 192 (33,44%) українців, 7 354 (6,44%) євреїв і 20 (0,0%) німців) суперечать даним, отриманим від місцевих жителів (див. вище) та пропорціям за допольськими  (австрійським 1910 року) та післяпольським (німецьким 1943) переписами.
За роки німецької окупації гітлерівцями винищені всі євреї і цигани. В 1944—1945 рр. в умовах терору поляків проведене виселення більшої частини лемків до УРСР. Завершальним етапом етноциду українців стала так звана акція «Вісла» у 1947 р. з повним усуненням автохтонного українського населення в повіті.